# Maeyama Kyohei
Kyohei Maeyama (前山 恭平 Maeyama Kyōhei, sinh ngày 10 tháng 12 năm 1987 ở Aki-ku, Hiroshima) là một cầu thủ bóng đá người Nhật Bản hiện tại thi đấu cho Blaublitz Akita.

## Thống kê câu lạc bộ
Cập nhật đến ngày 23 tháng 2 năm 2017.
| Thành tích câu lạc bộ | Thành tích câu lạc bộ | Thành tích câu lạc bộ | Giải vô địch | Giải vô địch | Cúp                   | Cúp                   | Tổng cộng | Tổng cộng |
| Mùa giải              | Câu lạc bộ            | Giải vô địch          | Số trận      | Bàn thắng    | Số trận               | Bàn thắng             | Số trận   | Bàn thắng |
| Nhật Bản              | Nhật Bản              | Nhật Bản              | Giải vô địch | Giải vô địch | Cúp Hoàng đế Nhật Bản | Cúp Hoàng đế Nhật Bản | Tổng cộng | Tổng cộng |
| --------------------- | --------------------- | --------------------- | ------------ | ------------ | --------------------- | --------------------- | --------- | --------- |
| 2010                  | Blaublitz Akita       | JFL                   | 20           | 0            | 2                     | 1                     | 22        | 1         |
| 2011                  | Blaublitz Akita       | JFL                   | 4            | 0            | 0                     | 0                     | 4         | 0         |
| 2012                  | Blaublitz Akita       | JFL                   | 26           | 2            | 2                     | 0                     | 28        | 2         |
| 2013                  | Blaublitz Akita       | JFL                   | 28           | 6            | 2                     | 1                     | 30        | 7         |
| 2014                  | Blaublitz Akita       | J3 League             | 26           | 2            | 2                     | 1                     | 28        | 3         |
| 2015                  | Blaublitz Akita       | J3 League             | 35           | 10           | 2                     | 0                     | 37        | 10        |
| 2016                  | Blaublitz Akita       | J3 League             | 27           | 4            | 2                     | 1                     | 29        | 5         |
| Tổng                  | Tổng                  | Tổng                  | 166          | 24           | 12                    | 4                     | 178       | 28        |